# Rijksbeschermd gezicht Mamelis
Het rijksbeschermd gezicht Mamelis is een van rijkswege beschermd dorpsgezicht in de buurtschap Mamelis nabij het dorp Lemiers in de Nederlands-Limburgse gemeente Vaals.

## Beschrijving gebied
Het beschermde gebied bestaat uit een kleine groep woonhuizen en boerenbedrijfsgebouwen rondom de Hof te Mamelis. Dit ensemble is van zodanig belang en de situering in het beekdal dermate fraai, dat een bescherming op grond van artikel 20 van de Monumentenwet gerechtvaardigd is. De zuidwestelijke en noordoostelijke begrenzingen van het beschermde dorpsgezicht worden bepaald door de aanwezigheid van een verkeersweg en de rijksgrens; in het noordwesten en zuidoosten is de begrenzing op enige afstand van de gebouwengroep gehouden om te voorkomen dat hier bebouwing plaatsvindt.
De naam Mamelis wordt reeds in het begin van de 11e eeuw vermeld, als Moremes en Morismahil; in de 13e eeuw als Mamelmes en in de 14e eeuw als Mameles. Het gehucht is in het dal van de Selzerbeek ontstaan uit een vroegmiddeleeuws ontginningsbedrijf, waarvan de kern wellicht nog voortbestaat in de huidige Hof te Mamelis. Afhankelijk van deze hof verrezen aan de oude weg van Maastricht naar Aken – de wellicht van oorsprong Romeinse Oude Akerweg – enige boerderijen en een watermolen. Tot de aanleg van de nieuwe straatweg Maastricht-Vaals in 1824, de huidige Rijksweg of N278, had deze nederzetting het karakter van een straatdorp. De nieuwe weg, die ter plaatse op een dijk is aangelegd, heeft het gehucht echter doormidden gesneden. De hof met twee boerderijen en de watermolen kwamen hierdoor geïsoleerd te liggen, want onmiddellijk achter dit complex loopt de beek, die de grens met Duitsland vormt. De geïsoleerde groep kan door de onderlinge situering van de panden als eenheid worden beschouwd. Bovendien hebben juist deze gebouwen in historisch en architectonisch opzicht de meeste betekenis.
De gerestaureerde hof Mamelis (Mamelis 21-23) is een indrukwekkend voorbeeld van een grote pachthoeve in de vorm van een carréboerderij met vier vleugels rondom een binnenplaats. De belangrijkste onderdelen zijn het woonhuisgedeelte in natuursteen en baksteen uit 1617 en de poortvleugel met vakwerk uit 1623. Tegenover de hof Mamelis ligt een hoefijzervormige boerderij (nr. 35) met een woongedeelte uit 1740. Daarnaast ligt een in twee vleugels aan een binnenplaats gebouwde vakwerkhoeve (nr. 37) uit dezelfde periode. Het woonhuis hiervan is in 1735 gebouwd en bezit nog oorspronkelijke glas-in-loodramen, het bedrijfsgebouw aan de andere kant van de binnenplaats bevat een bakhuis en een dwarsdeelschuur. Ten oosten van beide boerderijen staat aan een gedempte beekarm de voormalige Schoeërmolen (nr. 29), met een vakwerkgedeelte.

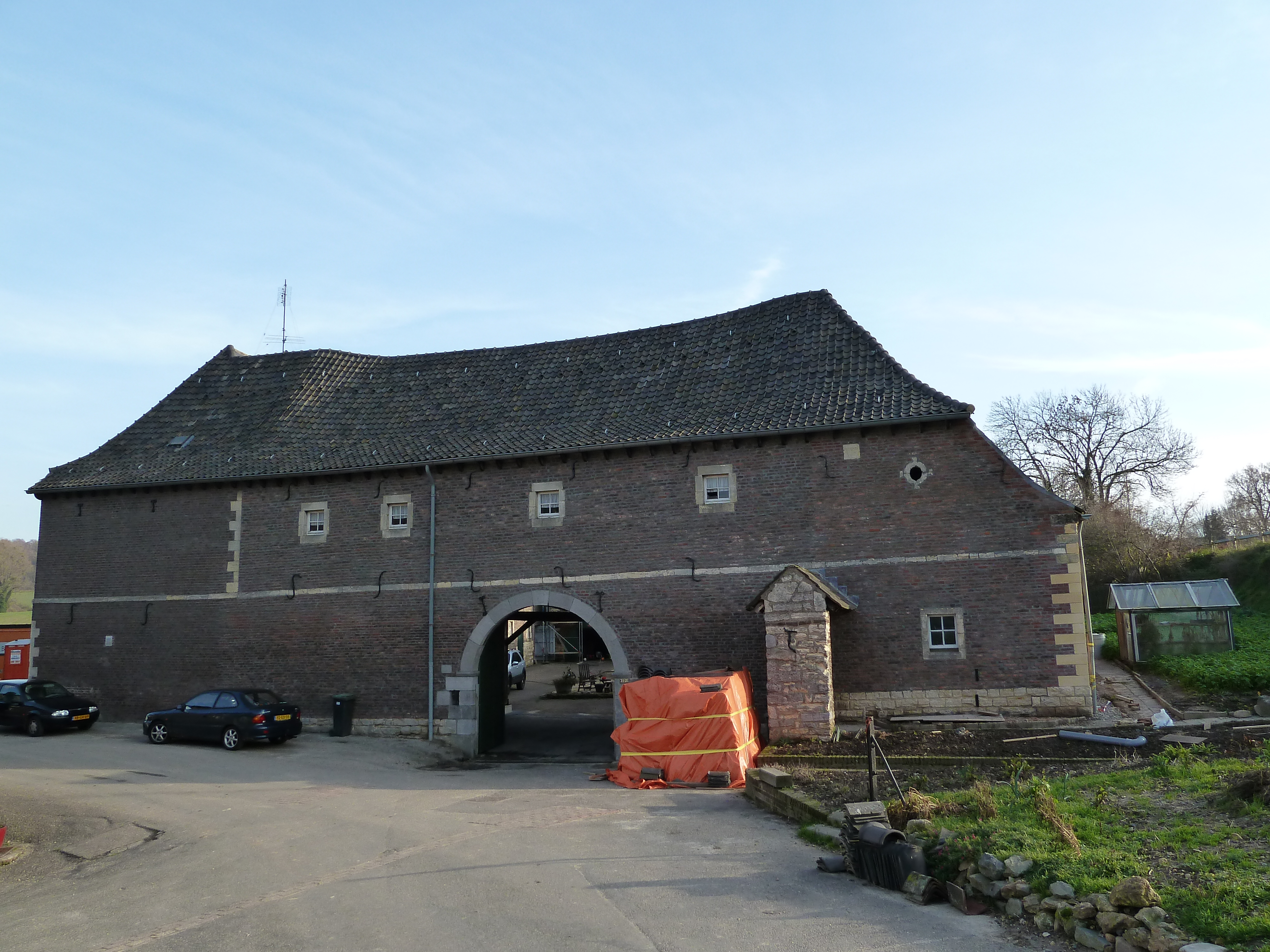
Hof te Mamelis
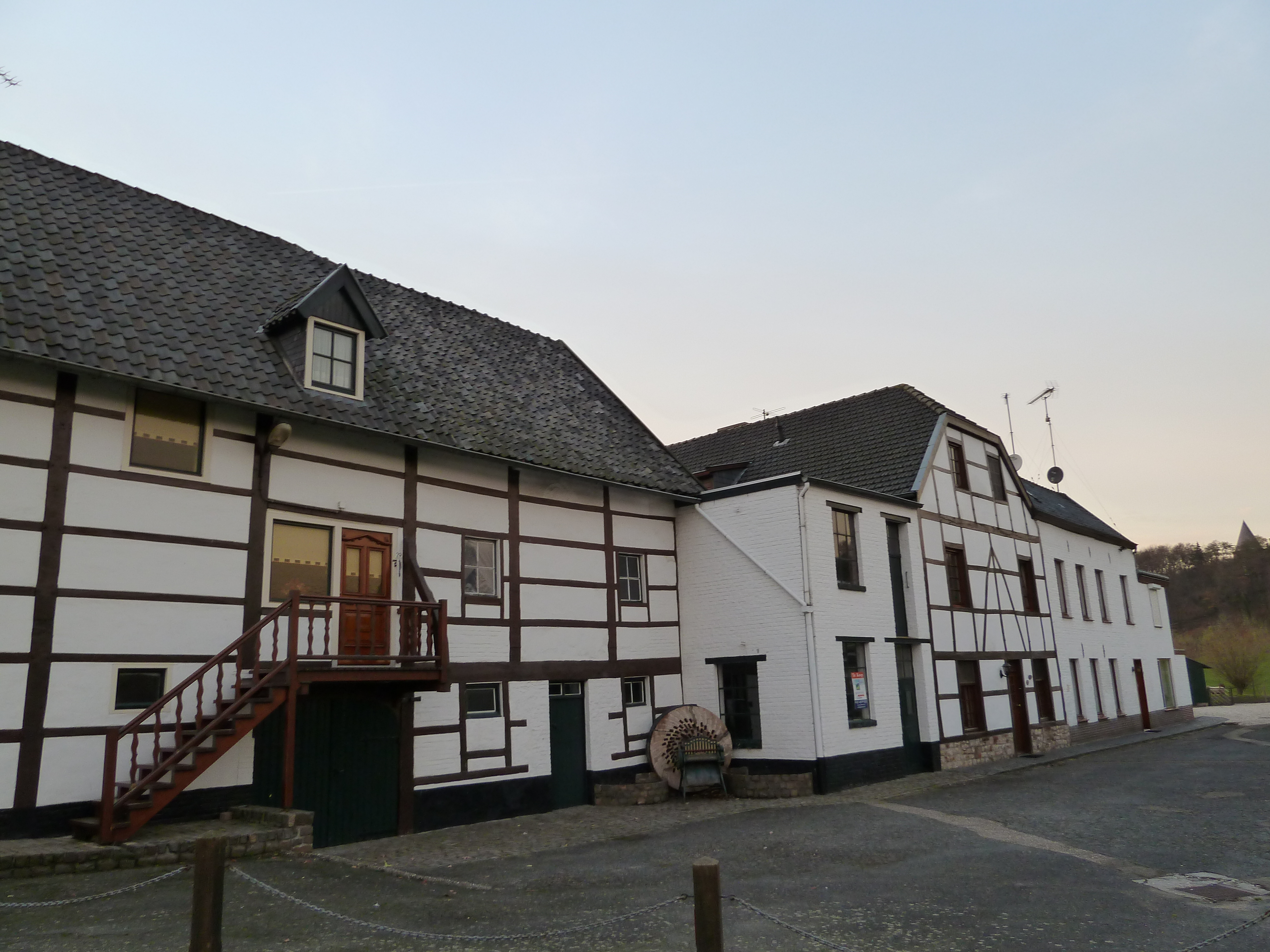
Schoeërmolen
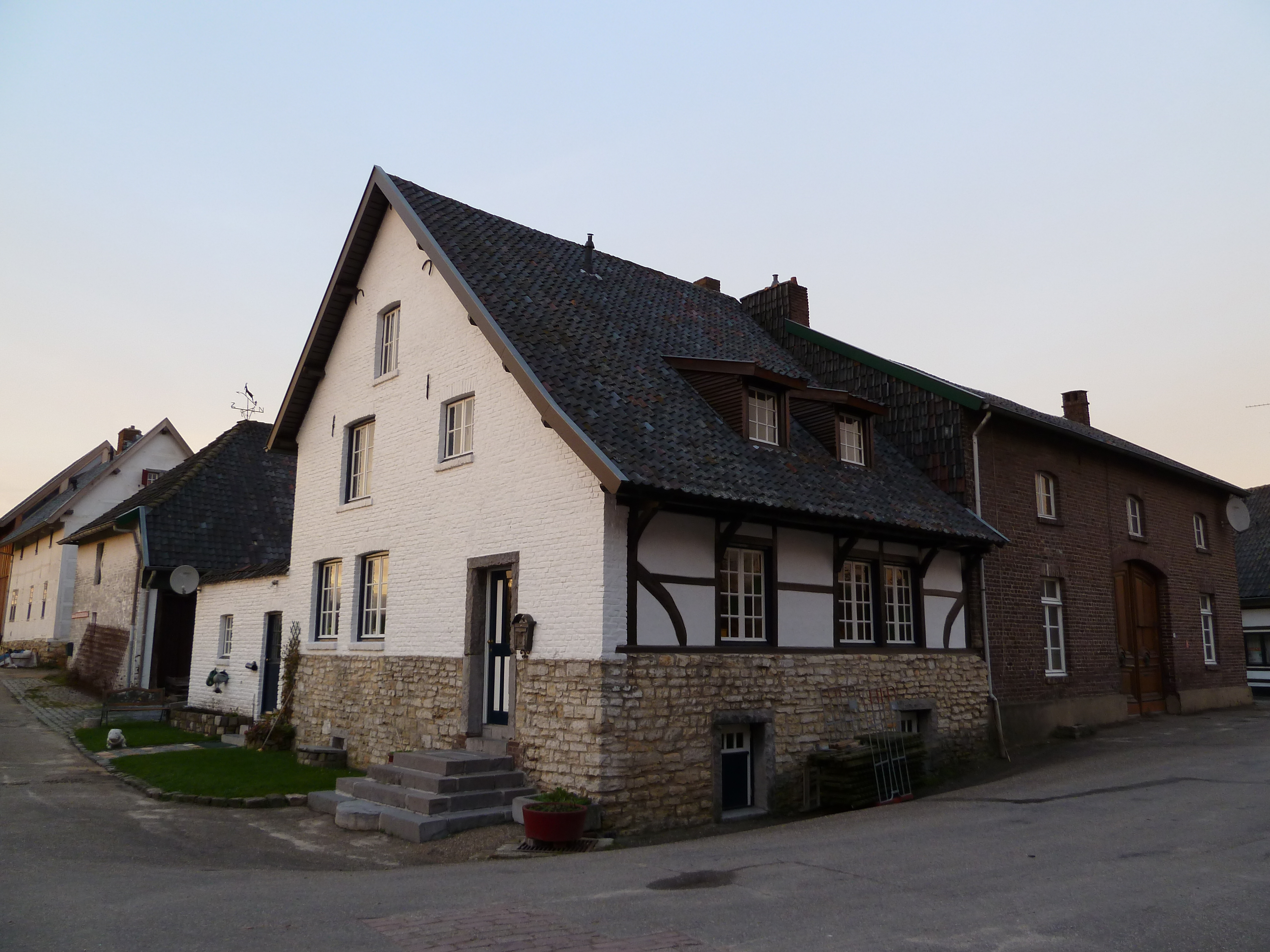
Mamelis 35
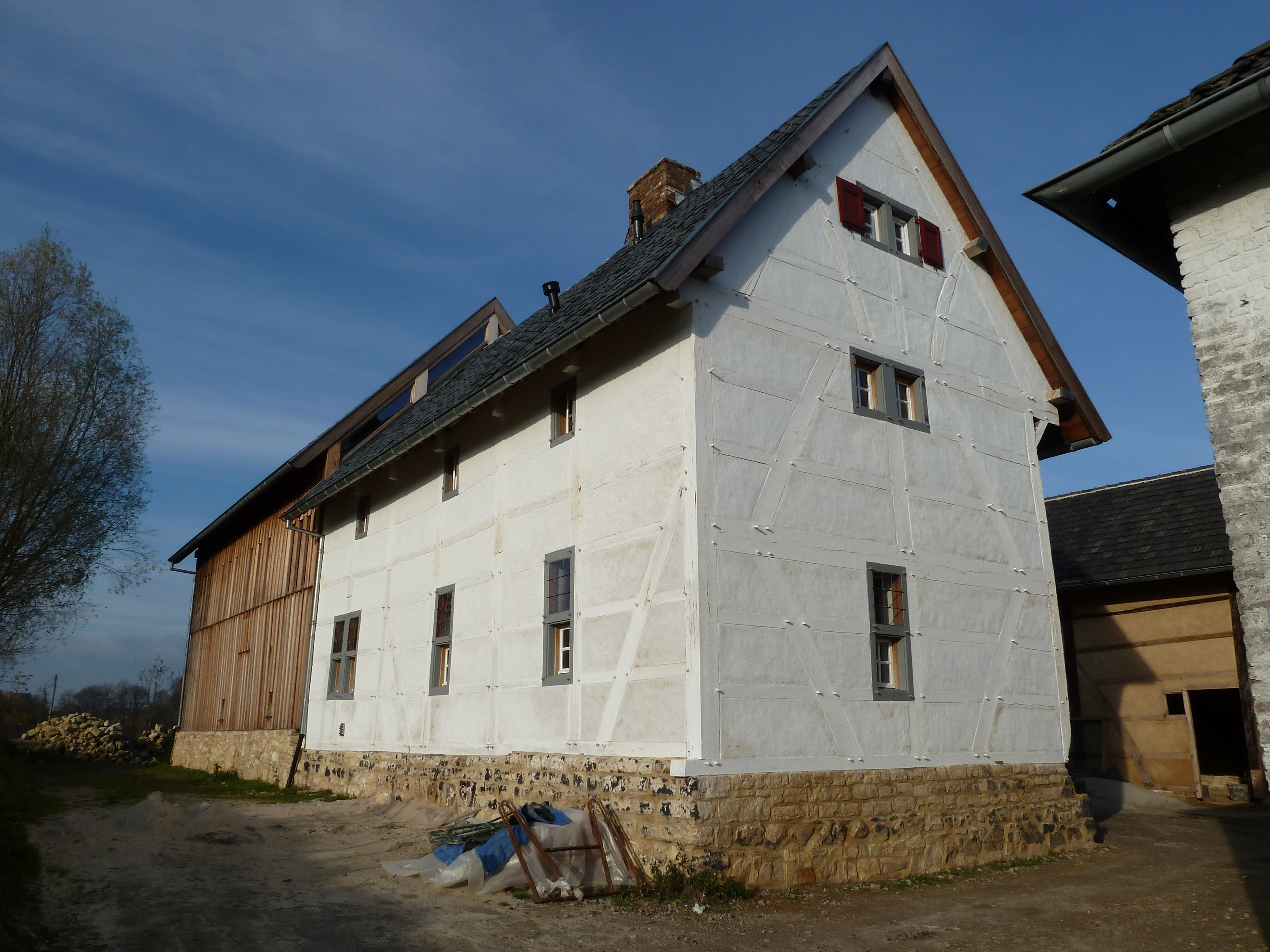
Mamelis 37

## Aanwijzing tot rijksbeschermd gezicht
De procedure voor aanwijzing werd gestart op 17 mei 1967. Het gebied werd op 25 maart 1969 definitief aangewezen. Het beschermd gezicht beslaat een oppervlakte van 4,6 hectare.
Panden die binnen een beschermd gezicht vallen krijgen niet automatisch de status van beschermd monument. Wel zal de gemeente het bestemmingsplan aanpassen om nieuwe ontwikkelingen in het gebied te reguleren. De gezichtsbescherming richt zich op de stedenbouwkundige en cultuurhistorische waardering van een gebied en wil het toekomstig functioneren daarvan veiligstellen.
Naast het rijksbeschermd gezicht Mamelis, telt de gemeente Vaals nog vijf andere beschermde dorpsgezichten.